# Sebastián Herrera (basket-ball)
Pour les articles homonymes, voir Sebastián Herrera.
Sebastián Esteban Herrera Kratzborn, né le 1er novembre 1997 à Vitacura, au Chili, est un joueur chilien naturalisé allemand de basket-ball, évoluant au poste d'arrière.

## Biographie
Capitaine de l’équipe nationale chilienne (qu'il hisse à la 68e place du classement FIBA en 2024), Sebastián Herrera est né d'une mère allemande. Sa double nationalité le fait remarquer au tournoi de Mannheim en 2014. Il s'engage à 17 ans pour Trêves en deuxième division allemande. En 2016, il est repéré par l'entraîneur finlandais Tuomas Iisalo qui le fait venir en première division à Crailsheim, puis à Telekom Bonn
Quand Paris Basketball engage Tuomas Iisalo, il est l'un des joueurs à le suivre en France. En 2024-2025, il tourne à 6,7 points, 1,1 rebond et 0,9 passe décisive en 28 matchs de championnat. Peu utilisé en Euroligue, il profite des blessures de Maodo Lô et de Collin Malcolm pour s'intégrer dans la rotation dès janvier (4 points et 1,1 rebond en 17 matchs). Champion de France 2025, il est prolongé pour deux saisons par le Paris Basketball

## Palmarès
- Vainqueur de la Coupe de France 2025
- Champion de France en 2025
- Vainqueur de la Leaders Cup 2024
- Vainqueur de l'EuroCoupe 2024
- Vainqueur de la Ligue des champions 2023